# Lenguas del margen izquierdo del May
Las lenguas del margen izquierdo del río May o lenguas arai son una pequeña familia lingüística formada por media docena de lenguas estrechamente emparentadas y mutuamente inteligibles entre sí habladas en el centro de Nueva Guinea, a lo largo del margen izquierdo del río May. En total tienen unos 2000 hablantes en total.

## Clasificación interna
Las lenguas clasificadas dentro de este grupo son:
Iteri (Rocky Peak), Nakwi, Ama, Nimo, Owiniga y posiblemente el bo.
Las lenguas más cercanas geográficamente son las lenguas amto-musanas, aunque no parecen estar relacionadas con ellas. Malcolm Ross (2005) relacionó a las lenguas de la izquierda del May con las lenguas kwomtari-baibai (que como grupo filogenético había sido identificado por Laycock) y propuso la familia May-kwomtari, basándose en similitudes en los pronombres del iteri. Sin embargo, existen diversos problemas para aceptar este grupo mayor como un grupo filogenético.

## Comparación léxica
Los numerales en diferentes lenguas arai:
| GLOSA         | Rocky Peak | Iteri   | Bo    | Ama    | Nimo   | Nakwi | Owinga    | PROTO- ARAI  |
| ------------- | ---------- | ------- | ----- | ------ | ------ | ----- | --------- | ------------ |
| '1' 'meñique' | suso       | susæsæ  | soso  | siasu  | siuesu | sivə  | yuru      | *siu-so      |
| '2' 'anular'  | tiso       | lisæʔ   | tiso  | tiwe   | tiː    | titi  | si-mubi   | *ti-soʔ      |
| '3' 'medio'   | touso      | tausæʔ  | touso | tauwe  | toːto  | toto  | sogu-mubi | *tou-so      |
| '4' 'índice'  | nineso     | nimaisæ | aiso  | tituti | eyɨ    | yeyə  | sunekame  | *(nim-)ai-so |
| '5' 'pulgar'  |            |         |       |        |        | lomu  |           |              |